# Gunnar Selander
Axel Gunnar Selander, född 4 augusti 1918 i Göteborg, död där 19 mars 2007, var en svensk arkitekt.

## Biografi
Selander, som var son till grosshandlare Gunnar Selander och Daga Wesslau, avlade studentexamen 1938 och utexaminerades från Chalmers tekniska högskola 1942. Han anställdes vid Svensk byggstandardisering 1943, av AB Bostadsforskning 1944, av Kungliga Tekniska högskolans byggnadskommitté 1945, blev assistent på länsarkitektkontoret i Karlstad 1950, biträdande länsarkitekt i Malmö 1953, chefsarkitekt på Landsbygdens Byggnadsförening i Mariestad 1955, stadsarkitekt där 1958 och erhöll en ledande befattning vid innerstadsbyrån vid Göteborgs stadsbyggnadskontor 1966.
I Göteborg ägnade sig Selander åt utredningar och planärenden, bland annat gällande Chalmers tekniska högskolas, Göteborgs universitets och Sahlgrenska sjukhusets områden samt Medicinarbergets utveckling. Han arbetade även med Heden - Alléstråket samt Gamlestadens äldre och nyare delar.
Gunnar Selander är begravd på Örgryte gamla kyrkogård.